# Robert Eaton
Robert James Eaton (* 13. Februar 1940 in Buena Vista, Colorado) ist ein amerikanischer Manager, der vor allem in der Automobilindustrie tätig war.

## Leben
Robert Eaton wuchs in Arkansas City im US-Bundesstaat Kansas auf und studierte Maschinenbau an der University of Kansas, er schloss das Studium 1963 mit dem Grad Bachelor of Science ab.
1993 wurde er Vorstandsvorsitzender der Chrysler Corporation. Nach der Fusion von Chrysler mit Daimler-Benz 1998 führte er gemeinsam mit Jürgen Schrempp die neu entstandene DaimlerChrysler AG (heute Mercedes-Benz Group). Am 1. April 2000 schied Eaton aus der DaimlerChrysler AG aus, Jürgen Schrempp wurde alleiniger Vorstandsvorsitzender.
Eaton ist verheiratet und hat zwei Söhne.

## Ämter und Funktionen
- Electronic Data Systems: Mitglied des Board of Directors, 1984–1989
- General Motors: Präsident von GM Europe, 1988–1992
- Chrysler: Stellvertretender Vorstandsvorsitzender und COO, 1992–1993
- Chrysler: Vorstandsvorsitzender (CEO), 1993–1998
- DaimlerChrysler: Vorstandsvorsitzender, 1998–2000
- International Paper: Mitglied des Board of Directors (ehem.)
- Chevron: Mitglied des Board of Directors, seit 2000

## Auszeichnungen
- 1994: Großes Silbernes Ehrenzeichen mit dem Stern für Verdienste um die Republik Österreich[1]